# L'ultima avventura
(Incipit del racconto)
L'ultima avventura (The Final Problem), noto anche come Il problema finale, è un racconto scritto da Arthur Conan Doyle, pubblicato nel 1893 nello Strand Magazine e incluso nella raccolta Le memorie di Sherlock Holmes.
Il racconto, in breve, introduce il Professor Moriarty, il cui successo come antagonista del detective Sherlock Holmes andrà oltre quanto scritto da Doyle (verrà infatti utilizzato nelle molte fiction, televisive e cinematografiche, prodotte negli anni successivi). Moriarty viene descritto come nemico formidabile, che dietro la facciata di filantropo gestisce, in realtà, una vasta organizzazione criminale, contro la quale Holmes ha raccolto abbastanza prove da causarne la fine. Per concludere il ciclo dedicato a Holmes, Doyle fa affrontare Holmes e Moriarty a viso aperto in Svizzera, nelle cascate di Reichenbach nelle Alpi.
Cedendo alle pressioni del pubblico e degli editori, Doyle farà ritornare il suo celebre detective nel racconto L'avventura della casa vuota, contenuto nella raccolta Il ritorno di Sherlock Holmes.

## Trama
Una sera, Holmes giunge alla casa del suo caro collega Watson, il quale lo trova agitato e con le nocche insanguinate: dopo una visita da parte del Professor Moriarty, che lo aveva avvertito di lasciarlo in pace, Holmes è infatti sfuggito a ben tre tentativi di omicidio in un solo giorno: prima un carro che tentava di investirlo, poi un mattone caduto dal tetto di una casa in ristrutturazione per farlo sembrare un incidente, e infine, proprio sulla strada di casa di Watson, un malvivente armato di bastone, finito in manette. Pur sfuggito a questi tre assalti, non è giustamente riuscito a provare che dietro a tutto questo ci sia la mano della mente criminale di Moriarty. Oltre che la mente dietro una forza criminale assai organizzata ed estremamente segreta, Moriarty è invero l'equivalente intellettuale di Holmes, abile com'è a sventare i suoi piani, e la sua cattura sarebbe la punta della carriera di Holmes in persona.
Holmes chiede a Watson di venire con lui al continente, dandogli delle istruzioni insolite per nascondere le sue tracce sul treno navale che porta a Victoria Station; con sorpresa di Watson, la destinazione è ignota. Il giorno dopo, Watson, seguendo le istruzioni di Holmes e si trova in una carrozza di prima classe insieme a un vecchio sacerdote italiano: si tratta di Holmes sotto travestimento. Durante il viaggio, Holmes avvista Moriarty sulla piattaforma che fa dei gesti per tentare invano di fermare il treno, avendo egli seguito Watson com'era logico nonostante le dovute precauzioni. I due si fermano a Canterbury, dove intendono cambiare strada, ma in quel momento arriva un treno a carrozza unica con Moriarty a bordo. Holmes e Watson si nascondono nei bagagli del treno, e, passando per Bruxelles, alla fine raggiungono Strasburgo. Il lunedì seguente, Holmes viene a sapere che la maggior parte dei criminali sotto Moriarty sono stati arrestati in Inghilterra, ma Moriarty stesso è sfuggito alle grinfie della polizia insieme a tre complici. Saputo questo, il detective raccomanda Watson di tornare subito in Inghilterra, poiché intende proseguire da solo non volendo mettere in pericolo anche lui, ma Watson decide di rimanere con lui.
Il viaggio dei due li porta in Svizzera e si fermano a Meiringen, dove decidono di fare una passeggiata di piacere, che li porta, tra le altre cose, alle cascate di Reichenbach, una meraviglia naturale della nazione. Un ragazzo li raggiunge lì e recapita una lettera, contenente la richiesta d'aiuto di una signora inglese malata che cerca l'aiuto di un dottore suo connazionale. Watson decide di visitare la paziente, lasciando Holmes da solo; nell'hotel, il direttore informa Watson che non si conosce alcuna signora inglese malata. Capendo di essere stato ingannato, Watson torna alle cascate, ma trova soltanto le impronte di due uomini, che si fermano sul sentiero fangoso, senza ritorno. Watson trova anche una lettera da Holmes, il quale sapeva che la lettera indirizzata a Watson era un'esca, di cui Moriarty aveva approfittato per raggiungere Holmes. La sua lettera recita:
(Sherlock Holmes)
Letto il messaggio, Watson esamina quindi ulteriormente il sentiero che porta alla cascata, ove trova i segni di una feroce lotta, finiti senza più impronte: capisce così che, nella colluttazione, Holmes e Moriarty sono entrambi precipitati nell'abisso di Reichenbach. Disperato per quanto accaduto, Watson fa ritorno in Inghilterra e apprende che l'intera banda di Moriarty è stata sgominata grazie alle prove fornite da Holmes; tornato a casa, il dottore termina la sua narrativa, dichiarando che il suo caro amico, Sherlock Holmes, era l'uomo più saggio e coraggioso che mai avesse conosciuto.